# Route nationale 20 (Vietnam)
Pour les articles homonymes, voir Route nationale 20.
La route nationale 20 (vietnamien : Quốc lộ 20, sigle QL.20) est une route nationale au Viêt Nam.

## Parcours
Construite en 1933, la route nationale 20 traverse le territoire des provinces de Dong Nai et Lam Dong, avec de nombreux cols escarpés, dont les cols Bao Loc et Prenn.
La route nationale 20 traverse de nombreuses forêts d'hévéas, de forêts de pins, de forêts tropicales, de jardins industriels, de vastes collines plantées de thé et de café.
Dans la Province de Đồng Nai la route nationale 20 parcourt les districts : Thống Nhất, Định Quán et Tân Phú.
Dans la province de Lâm Đồng elle traverse: Lâm Đồng, district de Đạ Huoai, district de Bảo Lâm, Di Linh, Đức Trọng et Đơn Dương et les villes de Bảo Lộc et Đà Lạt.